# Liberty Classic
La Liberty Classic (también llamada: TD Bank Philadelphia International Championship Womens Liberty Classic o Women´s Liberty Classic), fue una carrera ciclista femenina profesional de un día estadounidense que se disputaba la ciudad de Filadelfia (Pensilvania) y sus alrededores, en el mes de junio. Fue la carrera International Championship para corredoras femeninas, de hecho se disputaba el mismo día que esa. Estaba dentro del llamado Pro Cycling Tour que incluía otra prueba masculina junior ese  mismo día.
Creada en 1994, al contrario que la masculina, nunca fue válida como Campeonato de Estados Unidos en Ruta. Desde 1998 hasta 2001 fue puntuable para la Copa del Mundo, después bajó a la categoría 1.9.1 renombrándose esa categoría en 2005 por la 1.1 manteniendo la carrera dicho estatus. Además, desde el 2009, hasta su desaparición en 2013, también fue puntuable para el USA Cycling National Racing Calendar. En 2011 fue amateur debido a que no pudo reunir 5 equipos extranjeros. Su última edición fue en 2012 si bien desde 2013 se disputa otra carrera de similares características con otros organizadores llamada Philadelphia Cycling Classic.
A lo largo de la historia tuvo diferentes denominaciones, que fueron cambiando dependiendo de las fusiones y adquisiciones bancarias de las empresas patrocinadoras:
- Core States Liberty Classic (1994-1998)
- First Union Liberty Classic (1999-2002)
- Wachovia Liberty Classic (2003-2006)
- Commerce Bank Liberty Classic (2007-2008)
- Liberty Classic (2009-2012)

Tenía unos 90 km de trazado, 160 km menos que la International Championship aunque con similares características.

## Palmarés
En amarillo edición amateur.
| Año                           | Ganadora          | Segunda                | Tercera                |
| Core States Liberty Classic   |                   |                        |                        |
| ----------------------------- | ----------------- | ---------------------- | ---------------------- |
| 1994                          | Marianne Berglund | Julie Young            | Deirdre Demet-Barry    |
| 1995                          | Clara Hughes      | Jeanne Golay           | Jacqueline Nelson      |
| 1996                          | Petra Rossner     | Jeanne Golay           | Karen Livingston-Bliss |
| 1997                          | Edita Pucinskaite | Rasa Polikeviciute     | Karen Kurreck          |
| 1998                          | Petra Rossner     | Diana Žiliūtė          | Gabriella Pregnolato   |
| First Union Liberty Classic   |                   |                        |                        |
| 1999                          | Petra Rossner     | Karen Dunne            | Hanka Kupfernagel      |
| 2000                          | Petra Rossner     | Diana Žiliūtė          | Vera Hohlfeld          |
| 2001                          | Petra Rossner     | Anna Millward-Wilson   | Debby Mansveld         |
| 2002                          | Petra Rossner     | Laura Van Gilder       | Deirdre Demet-Barry    |
| Wachovia Liberty Classic      |                   |                        |                        |
| 2003                          | Lyne Bessette     | Lynn Gaggioli-Brotzman | Judith Arndt           |
| 2004                          | Petra Rossner     | Gina Grain             | Laura Van Gilder       |
| 2005                          | Ina Teutenberg    | Regina Schleiche       | Laura Van Gilder       |
| 2006                          | Regina Schleicher | Ina Teutenberg         | Tina Pic               |
| Commerce Bank Liberty Classic |                   |                        |                        |
| 2007                          | Ina Teutenberg    | Regina Schleicher      | Gina Grain             |
| 2008                          | Chantal Beltman   | Brooke Miller          | Ina Teutenberg         |
| Liberty Classic               |                   |                        |                        |
| 2009                          | Ina Teutenberg    | Joanne Kiesanowski     | Shelley Olds           |
| 2010                          | Ina Teutenberg    | Shelley Olds           | Theresa Cliff-Ryan     |
| 2011                          | Giorgia Bronzini  | Shelley Olds           | Jennifer Purcell       |
| 2012                          | Ina Teutenberg    | Rochelle Gilmore       | Giorgia Bronzini       |

## Palmarés por países
| País     | Victorias |
| -------- | --------- |
| Alemania | 13        |
| Canadá   | 3         |
| Suecia   | 1         |
| Lituania | 1         |
| Italia   | 1         |